# 维多利亚堡 (不列颠哥伦比亚省)

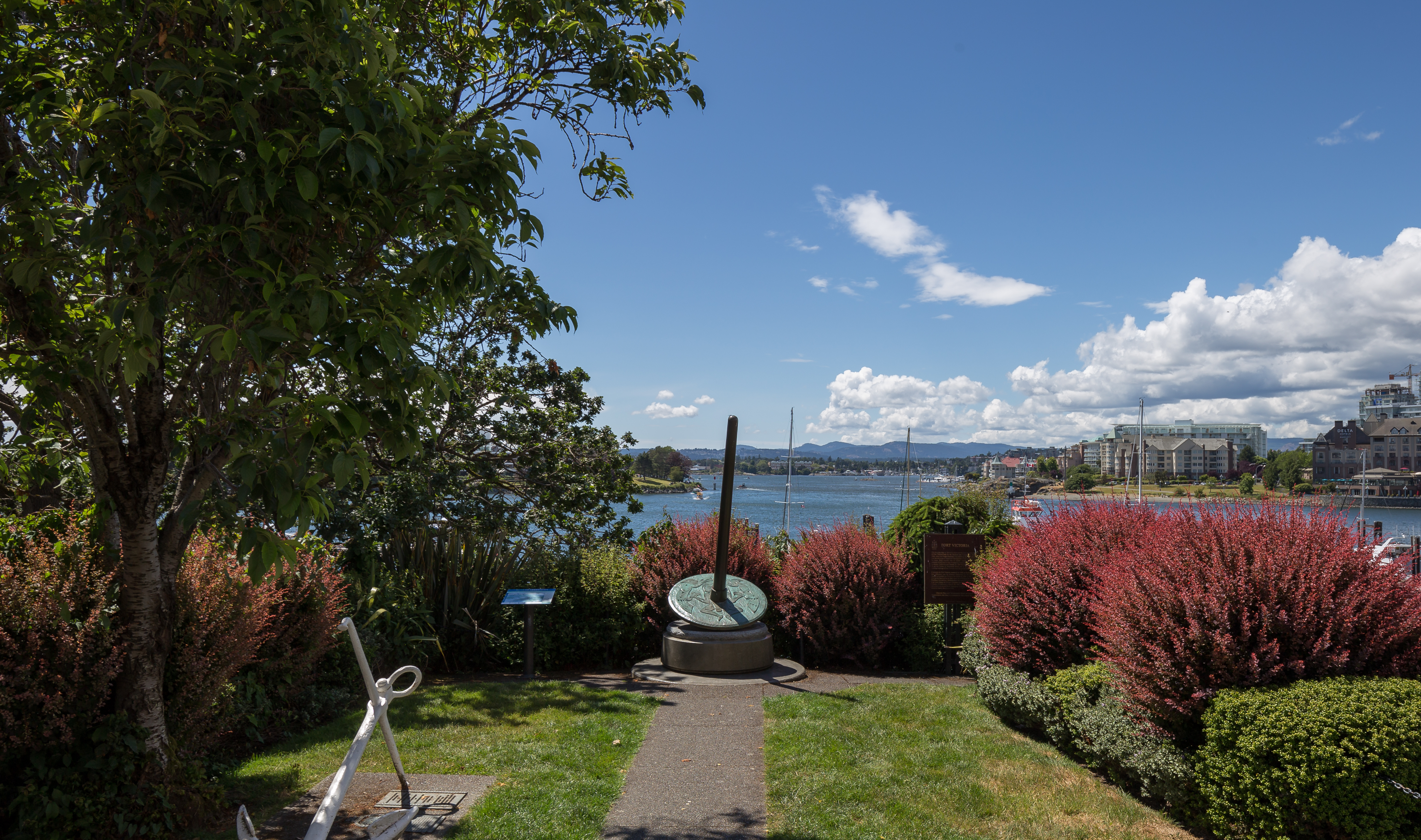
維多利亞堡現址

维多利亚堡（英語：Fort Victoria）是19世纪时期哈得遜湾公司的一个皮毛交易站，也是公司在不列颠哥伦比亚的总部。
维多利亚堡最终发展成了如今加拿大不列颠哥伦比亚省的首府维多利亚。